# Ліпар
Ліпар (серб. Липар) — село в Сербії, належить до общини Кула Західно-Бацького округу автономного краю Воєводина.

## Населення
Населення села становить 2356 осіб (2002, перепис), з них:
- серби — 1.644 — 90,97%
- угорці —45 — 2,49%,
- чорногорці —28 — 1,54%,

живуть також хорвати, югослави, українці, русини та інші.